# Kościół Matki Boskiej Nieustającej Pomocy w Bukowie
Kościół Matki Boskiej Nieustającej Pomocy w Bukowie – rzymskokatolicki kościół parafialny zlokalizowany we wsi Buków (powiat wodzisławski, województwo śląskie). Funkcjonuje przy nim parafia Matki Bożej Nieustającej Pomocy.

## Historia i architektura
W 1770 mieszkańcy wsi wznieśli drewnianą kaplicę Matki Bożej Różańcowej. W 1931, gdy kaplica była już za mała dla 350 parafian, postawiono zbudować większy kościół.
Jest to obiekt eklektyczny, murowany, jednonawowy. Budowę ukończono w 1933. Świątynię poświęcił ksiądz Wilhelm Kasperlik. Obraz maryjny znajdujący się na ścianie absydy stworzył Ludwik Konarzewski z Istebnej. Matce Bożej towarzyszą na tym wizerunku św. Florian i św. Jan Nepomucen (mający bronić wsi przed pożarami i częstymi w tym rejonie powodziami).
1 lutego 1959 ustanowiono przy kościele ekspozyturę parafialną (parafia Lubomia), a parafię utworzono tutaj 15 marca 1981. W czasie powodzi tysiąclecia (1997) świątynia została poważnie zalana.

## Grota
W 2000, za kościołem, wzniesiono grotę z figurą Matki Bożej Ubogich z belgijskiego Banneux (miejsca objawień z 1933).

## Galeria

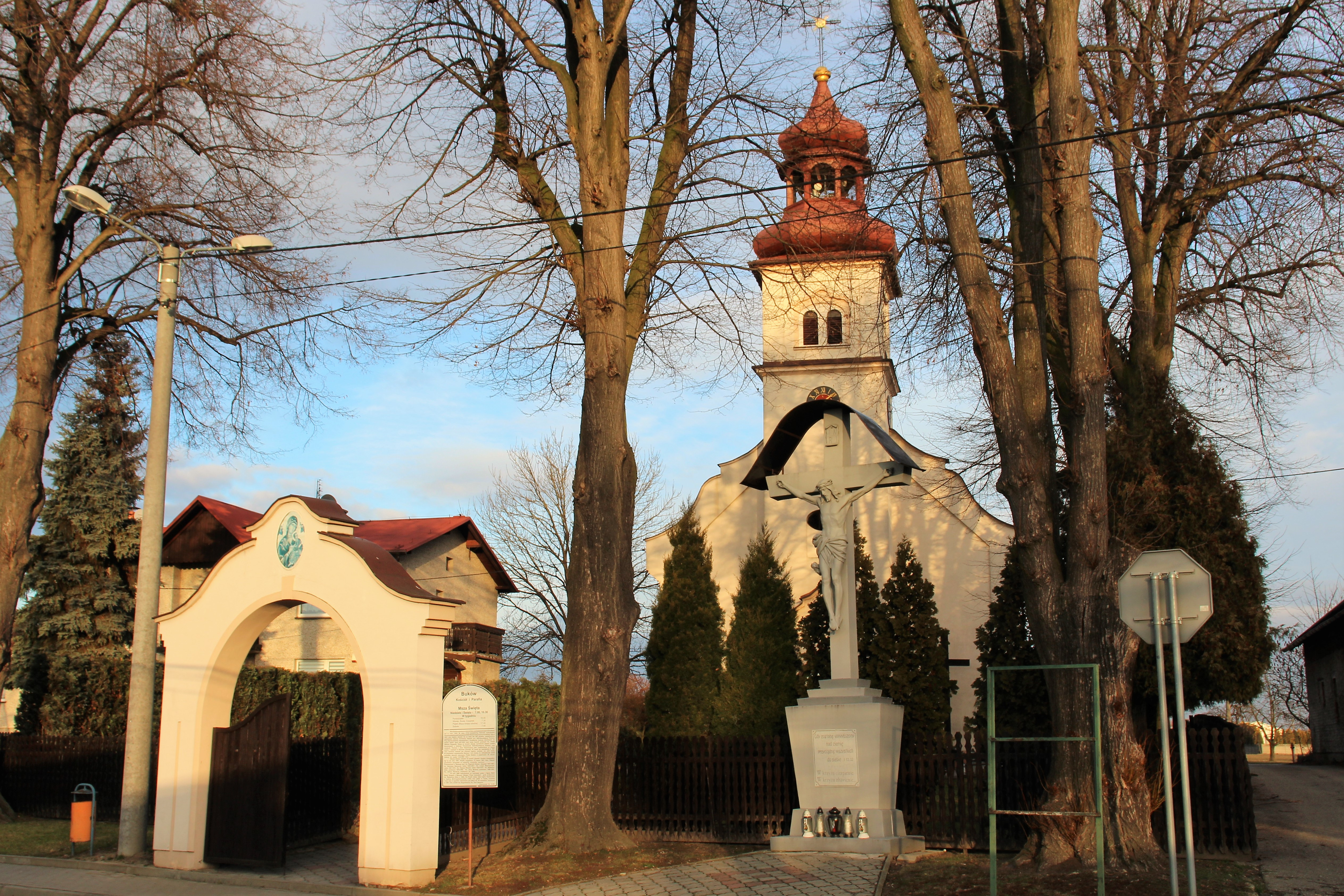
Kościół, brama i krucyfiks
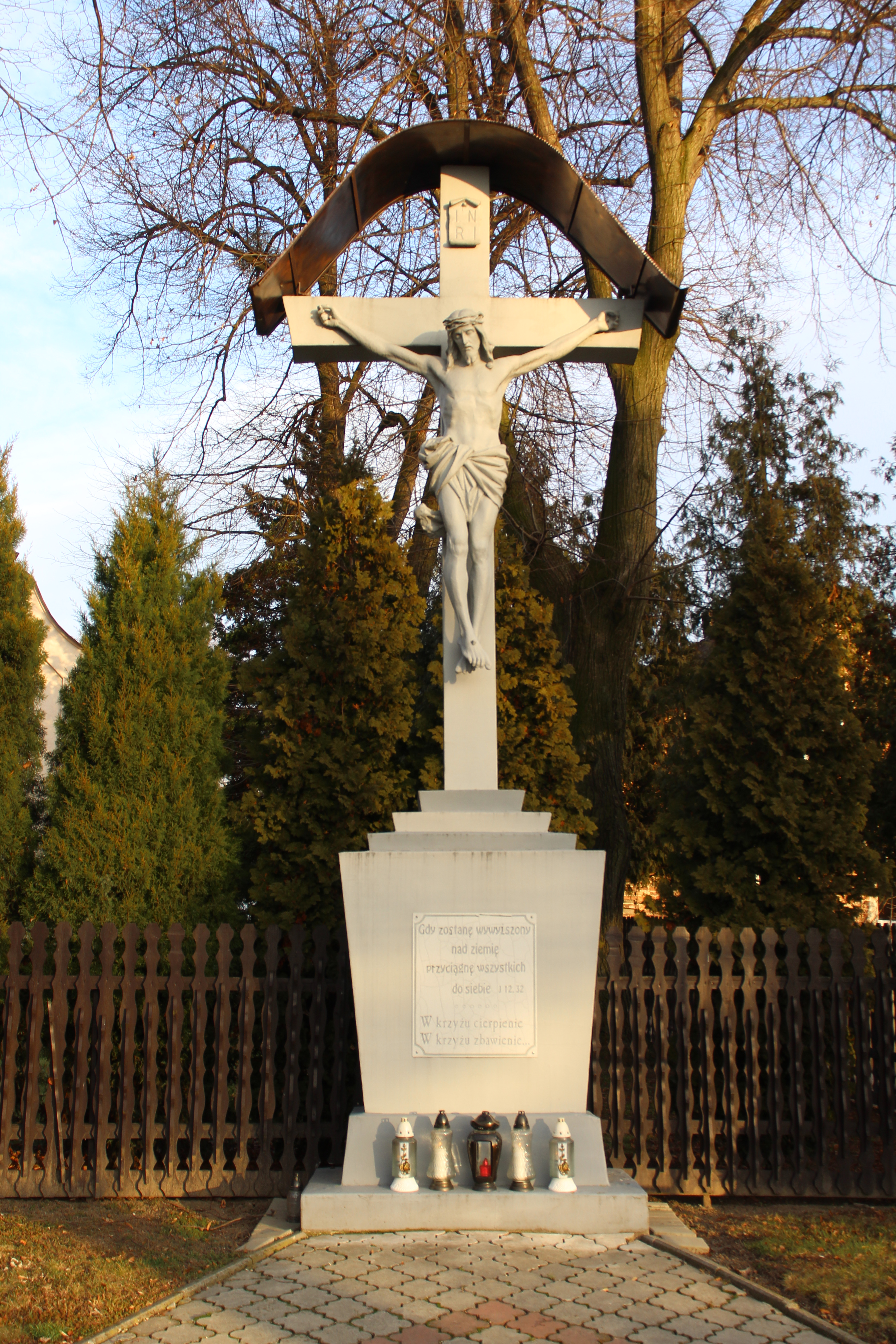
Krucyfiks
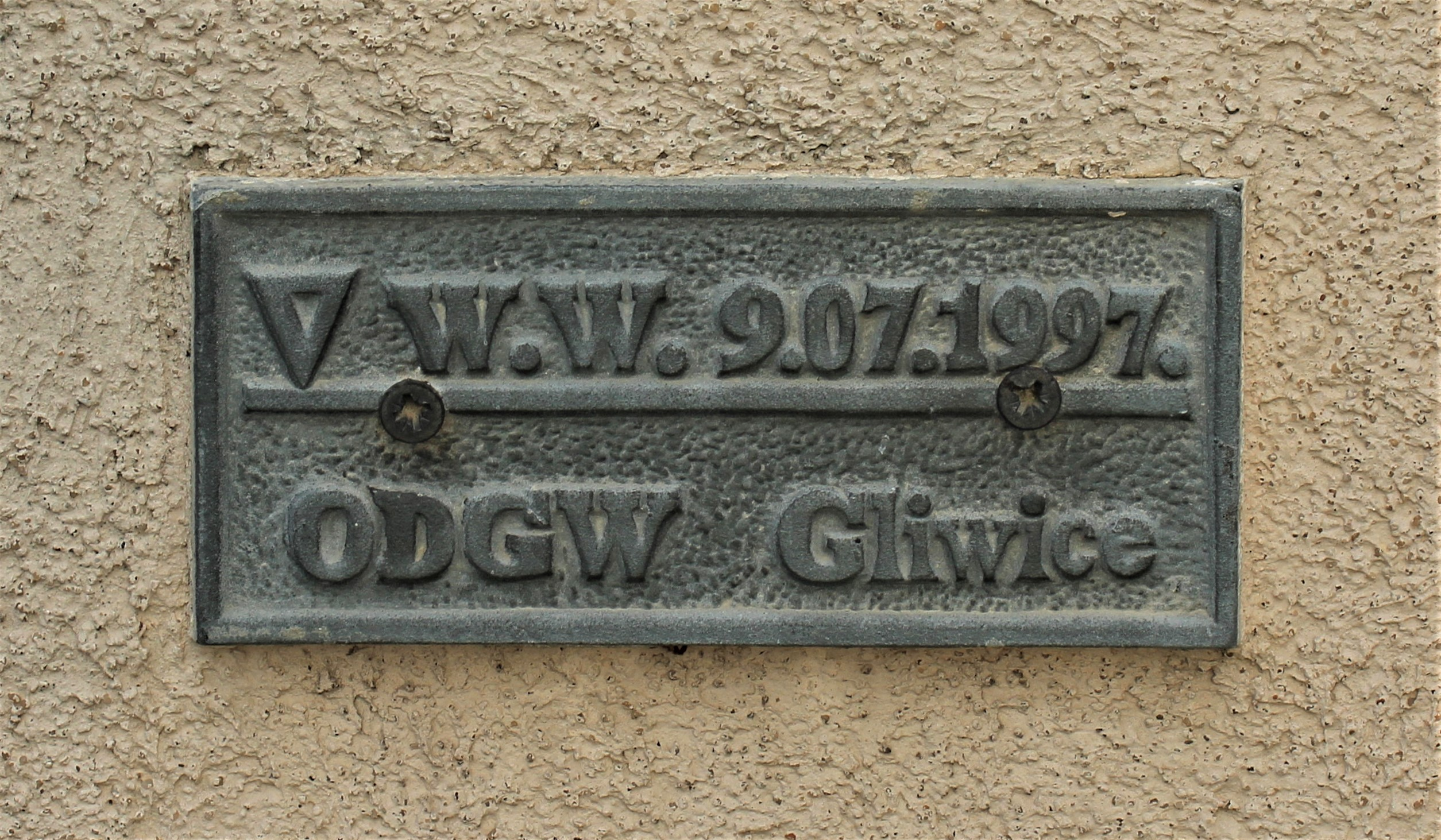
Zasięg wód Odry w 1997